# Emil Ruth
Emil Ruth  (* 14. Februar 1809 in Hanau; † 28. August 1869 in Heidelberg) war ein deutscher Romanist und Italianist.

## Leben
Emil Konrad Friedrich Ruth studierte ab 1828 in Marburg, München und Heidelberg und wurde 1832 in Heidelberg mit der Arbeit De initiis philosophiae Graecae (Frankfurt 1833) promoviert. 1837 machte er das Staatsexamen in Französisch. Von 1840 bis 1844 leitete er eine protestantische Erziehungsanstalt in Florenz.  1844 habilitierte er sich in Heidelberg. Er war von 1844 bis 1867 Privatdozent und von 1867 bis zu seinem Tod außerordentlicher Professor für neuere Sprachen an der Ruprecht-Karls-Universität Heidelberg.

„So wie daher die Lehre von der Seele und von dem Leibe sich gegenseitig ergänzen und erklären, so kann der Historiker uns kein lebendiges Bild von den Völkern geben, ohne von den äußern Formen der Entwicklung aus ins Innere der Volksseele zu dringen, und uns ihre Richtung in ihrer Poesie nachzuweisen; so wird auch der Literat sich vergeblich bemühen, uns die Poesie eines Volks zu offenbaren, wenn er nicht nachweist, wie sich die Seele desselben an den äußern Erscheinungen herangebildet hat, wie sein Charakter und daher seine Ausdrucksweise und selbst die Form derselben zum Theil notwendig in seiner Geschichte bedingt ist.“

## Werke
- Gedichte. Edler, Hanau 1836[1]
- Geschichte der italienischen Poesie. 2 Bde., Brockhaus, Leipzig 1844/1847 (Digitalisate von Bd. 1 und Bd. 2 bei Google Books; Inhaltsverzeichnis beider Bde. in Bd. 2)
- Studien über Dante Allighieri. Ein Beitrag zum Verständniss der Göttlichen Komödie. Fues, Tübingen 1853 (Digitalisat im Internet Archive)
  - italienische Übersetzung von P. Mugna: Studi sopra Dante Allighieri per servire all'intelligenza della Divina Commedia. Venedig 1865; Mailand 2008
- Geschichte des Italienischen Volks unter der Napoleonischen Herrschaft als Grundlage einer neuesten Geschichte Italiens. Mayer, Leipzig 1859 (Digitalisat im Internet Archive)
- Geschichte von Italien vom Jahre 1815 bis 1850. 2 Bde., Bassermann, Heidelberg 1867 (Digitalisat Bd. 1 bei Google Books, Digitalisat Bd. 2 im MDZ)